# Artedidraco
Artedidraco es un género de peces de la familia Artedidraconidae, del orden Perciformes. Esta especie marina fue descubierta por Einar Lönnberg en 1905.

## Especies
Especies reconocidas del género:
- Artedidraco glareobarbatus Eastman & Eakin, 1999
- Artedidraco longibarbatus Eakin, Riginella & La Mesa, 2015
- Artedidraco lonnbergi Roule, 1913
- Artedidraco mirus Lönnberg, 1905
- Artedidraco orianae Regan, 1914
- Artedidraco shackletoni Waite, 1911
- Artedidraco skottsbergi Lönnberg, 1905